# Borut (karantanski knez)
Borut ali Borouth (iz staroslovanskega *borъ, 'boj', 'boriti se'), karantanski knez, * neznano, † 750
Je prvi zgodovinsko izpričani knez slovanske kneževine Karantanije. Vladal je v obdobju med 740 in 750.

## Življenje in pomen
Borut naj bi postal knez Karantanije nekje na začetku 8. stoletja. Ker je bila Karantanija, ki je za časa njegove vladavine obsegala velike dele današnjih avstrijskih zveznih dežel Koroške in Štajerske, kakor tudi dele današnje Slovenije, vedno znova ogrožana s strani nomadskih Avarov iz Panonske nižine, se je okoli leta 740 s prošnjo za pomoč obrnil na karantanskega severozahodnega soseda, bavarskega vojvodo Odila. Bavarski vojvoda, ki je takrat že priznaval nadoblast frankovskega kraljestva, je obljubil Karantaniji pomoč v boju proti Avarom, pod pogojem, da dežela sprejme krščansko vero kot uradno religijo Frankovskega kraljestva in prizna delno bavarsko nadoblast. S sprejetjem pogojev je Borut slovansko kneževino Karantanijo rešil pred vpadi Avarov in jo obenem prvič v zgodovini povezal z zahodno kulturo in najmočnejšo evropsko politično silo tistega časa, Frankovskim kraljestvom. Posledice Borutovega zavezništva z Bavarci so definirale potek razvoja Karantanije. Kljub temu, da je s tem dejanjem Karantanija izgubila popolno samostojnost in priznala nadoblast frankovskega kralja, jo je zavezništvo z Bavarci nepreklicno usmerilo v zahodni politično-kulturni krog, kamor celotni slovenski kulturni prostor spada še danes.
Borut je po pogodbi o zavezništvu poslal na Bavarsko tudi svojega sina Gorazda in nečaka Hotimirja, da bi bila tam v samostanu na Chiemskem jezeru vzgojena v krščanski veri. Po njegovi smrti leta 749, je bil na prestol izbran njegov sin Gorazd, prvi krščanski knez Karantanije.